# Lenguas de Tasmania
Las lenguas de Tasmania son un grupo de lenguas anteriormente habladas en la isla de Tasmania en Australia. Se considera que el grupo se extinguió en 1905, con la muerte de Fanny Cochrane Smith y de Truganini. Los únicos documentos que quedan son unas canciones grabadas por Fanny Cochrane Smith en cilindros de cera.

## Clasificación
Se sabe de la existencia de ocho, pero pudo haber hasta 16 lenguas diferentes. El conocimiento sobre estas lenguas no es suficiente para hacer conclusiones sobre posibles relaciones con otras lenguas. Sin embargo, se ha propuesto su conexión con otras lenguas aborígenes australianas basándose principalmente en parecidos fonológicos. Aunque es conocido que los tasmanos proceden de poblaciones australianas, el hecho de que la isla haya permanecido aislada durante unos 10 000 años hace improbable encontrar parentescos con algunos grupos de lenguas de Australia, ya que los diferentes trabajos en lingüística histórica muestran que el parentesco lingüístico no es reconocible para períodos tan grandes. 
Las lenguas de Tasmania aparecen testimoniadas en unas tres docenas de listas de vocabulario, la más extensa de ellas complizada por Joseph Milligan y George Augustus Robinson. Todas estas muestran una representación bastante deficiente de los sonidos de las lenguas tasmanas, que parecen haber tenido un parecido superficial con las lenguas aborígenes de Australia.  Plomley (1976) publicó todos los datos léxicos disponibles a los que tenía acceso en 1976. Crowley y Dixon (1981) resumiron lo poco que se conoce sobre la fonología y la gramática de estas lenguas. Más recientemente, se ha propuesto su pertenencia a las lenguas indo-pacíficas pero dicha propuesta presenta muchas problemas y ha sido ampliamente ignorada. Finalmente, Bowern (2012) organizó 35 listas de vocabulario y trató de clasificar las lenguas tasmanas en diversas familias.

## Historia
La presión sobre los aborígenes en Tasmania llevó a muchos hacia islas menores, dónde algunas de las lenguas pudieron mantenerse incluso hasta 1910. Las políticas de asimilación tras la Segunda Guerra Mundial, con el traslado forzoso de las familias a Tasmania, dio la puntilla final a lo poco que quedaba. En el Centro de Aborígenes de Tasmania se está tratando de recuperar lo que ha quedado del vocabulario recordado todavía por los ancianos y se han reunido unas 100 palabras de estas lenguas.

## Descripción lingüística

### Fonología
Existe mucha incertidumbre sobre fonología de estas lenguas, dada la mala representación de los sonidos originales en la transcripciones disponibles. Schmidt (1952) reconstruyó el siguiente inventario para las lenguas tasmanas centroorientales y surorientales:
|           |             | Labial | Labial | Coronal     | Coronal     | Coronal | Velar | Velar |
| simple    | paltalizada | dental | simple | paltalizada | paltalizada | simple  |       |       |
| --------- | ----------- | ------ | ------ | ----------- | ----------- | ------- | ----- | ----- |
| Oclusiva  | Oclusiva    | p/b    | pʲ/bʲ  | t̪/d̪         | t/d         | tʲ/dʲ   | kʲ/ɡʲ | k/ɡ   |
| Fricativa | Fricativa   |        |        |             |             |         |       | x     |
| Nasal     | Nasal       | m      | mʲ     | (n̪)         | n           | nʲ      |       | ŋ     |
| Sonorante | central     | w      |        |             | r/ɹ         | rʲ      | j     |       |
| Sonorante | lateral     |        |        |             | l           | lʲ      |       |       |

Podría haber existido también una nasal laminodental [n̪], así como una oclusiva glotal.
Las vocales incluían cinco breves /a e i o u/ y cinco largas /aː eː iː oː uː/, además de nasales vocales como "[ʌ̃]". Stress appears to have been on the penultimate syllable.
Las lenguas tasmanas diferían de las lenguas aborígenes del continente australiano en que las palabras podían empezar con l o r, así como por contener grupos consonánticos como br y gr. Sin embargo, muchas lenguas de Victoria, a lo largo del estrecho de Bass, también permitían l en posición inicial, y la lengua de Gippsland, la más cercana Tasmania, el gunai, también tenía palabras empezando con vibrante múltiple r y grupos consonánticos br y gr.

### Comparación léxica
Los numerales en diferentes variedades tasamanas:
| GLOSA | Nororiental | Centroriental | Suroriental | PROTO- TASMANO |
| ----- | ----------- | ------------- | ----------- | -------------- |
| '1'   | mërë        | mara          | mara        | *marra(wa)     |
| '2'   | puë         | pië           | puë         | *p'a(wa)       |